# Beatrice Monroy
Beatrice Monroy (Palerm, Sicília, 1953) és una escriptora feminista siciliana.

## Biografia
Beatrice Monroy va nàixer i viu a Palerm. Ha passat, però, molts anys en diferents ciutats italianes i a l'estat francés i als Estats Units. És filla d'Anna Oddo Monroy i del científic italianoamericà Alberto Monroy.
És autora de contes, textos teatrals i novel·les. El 2005 escrigué el poema "Portella della Ginestra: Indice dei nomi proibiti", en què recorda la massacre de Portella della Ginestra de l'1 de maig del 1947. El subtítol "Indice dei nomi proibiti" evoca l'Índex de Noms Prohibits catòlic i fa referència als instigadors del crim, encara oficialment desconeguts.
El 2012 publicà Niente ci fu ('No hi havia res'), dedicat a la vida de la supervivent de violació Franca Viola, que s'havia rebel·lat contra el matrimoni forçat a Sicília.
La seua novel·la Monroy Oltre il vasto oceano: memoria parziale di bambina (Més enllà del vast oceà: memòria parcial d'una xiqueta) fou nominada al Premi Strega el 2014, i guanyà el Premi Kaos del 2014. A l'any següent, 2015, Monroy publicà la novel·la Dido: operetta pop, un viatge modern de Dido "a mig camí entre l'èpica i la comèdia, la llegenda i la realitat, el mite i l'actualitat".
Beatrice Monroy col·labora amb Ràdio Rai 3, dirigeix una sèrie editorial titulada Passaggi di donne ('Passatges de dones'), i ha dirigit tallers d'escriptura per a dones víctimes de violència masclista. Ensenya dramatúrgia en l'Escola d'Arts i Oficis Teatrals de la Companyia de Teatre Biondo de Palerm dirigida per Emma Dante.

## Treballs
- Uccisioni stesso luogo stessa gente ('Assassinats, el mateix lloc, la mateixa gent'), Massa Carrara: Società editrice Apuana, 1990.
- Noi, i palermitani ('Nosaltres, els de Palerm'), Genoa: Marietti, 1991,   ISBN 978-8821168918.
- Palerm in tempo di pesta ('Palerm en el temps de la pesta'), Palerm: Edizioni della Battaglia, 1992.
- Barbablu: il volo il delitto ('Bluebeard: el vol, el delicte'), Palerm: Edizioni della battaglia, 2002.
- Portella della Ginestra. Indice dei nomi proibiti ('Portella della Ginestra: Índex de Noms Prohibits'), presentació de Carmelo Diliberto, prefaci de Gianguido Palumbo, introducció de Fabrizio Loreto, Roma: Ediesse, 2005,   ISBN 978-8823010482.
- Carmelo e gli altri: un racconto ('Carmelo i els altres: una història'), Roma: Liberetà, 2006.
- Tutti in scena: manuale per laboratori di teatre e drammaturgia ('Tothom en l'escenari: manual per a tallers de teatre i dramatúrgia'), Molfetta: La Meridiana, 2010, ISBN 978-8861531345.
- Elegia delle donne morte ('Elegia per a les dones mortes'), Marsala/Palerm: Navarra, 2011, ISBN 978-88-95756-48-6.
- Niente ci fu ('No hi havia res'), Beatrice Monroy, Molfetta: La Meridiana, 2012,   ISBN 978-8861532724.
- Marius Scalesi, il ragazzo di razza incerta (Marius Scalesi, el xic d'ètnia incerta'), Molfetta: La Meridiana, 2013,   ISBN 978-8861533752.
- Oltre il vasto oceano: memoria parziale di bambina ('Més enllà del vast oceà: memòria parcial d'una xiqueta'), Roma: Avagliano, 2013,   ISBN 978-8883093760.
- Il llibre delle vergini imprudenti (El llibre de les verges impulsives), una novel·la col·lectiva, per Enzo Di Pasquale, Rossella Floridia, Adriana Iacono, Beatrice Monroy, Muriel Pavoni, i Elena Pistillo. Palerm: Navarra Editore, 2014, ISBN 978-8898865017.[9]
- Dido: operetta pop ('Dido: opereta pop'), Roma: Avagliano, 2015, ISBN 978-8883092930.